# Codi ATC D08
El  codi ATC D08, descrit com Antisèptics i desinfectants, és una subgrup terapèutic de l'Anatomical, Therapeutic, Chemical Classification System (ATC). La classificació ATC és un sistema de codis alfanumèric desenvolupat per l'Organització Mundial de la Salut (OMS) per als fàrmacs i altres productes sanitaris. El subgrup D08 és part del grup anatòmic D Medicaments dermatològics.

Els codis per a ús veterinari (codis ATCvet) poden han estat creats afegint la lletra Q davant dels codis ATC humans: QD08... 
Les adaptacions estatals de la classificació ATC poden incloure codis addicionals no presents en aquesta llista, que segueix la versió de l'OMS.

## D08A Antisèptics i desinfectants
D08A A Derivats de l'acridina
D08A B Agents amb alumini
D08A C Biguanides i amidines
D08A D Productes amb àcid bòric
D08A I Fenol i derivats
D08A F Derivats del nitrofurà
D08A G Productes amb iode
D08A H Derivats de la quinolina
D08A J Composts d'amoni quaternari
D08A K Productes mercurials
D08A L Composts de plata
D08A X Altres antisèptics i desinfectants